# 시네마테크
시네마테크(프랑스어: Cinémathèque)는 영화 관련 자료를 보존하고, 이것을 일반인들에게 공개하여 그 자료의 가치를 공유하기 위해 설립된 곳이다. 영화 자료 보관소, 또는 영화 박물관의 개념이지만, 그보다 시네마테크는 극장 형태를 갖추면서 주로 고전 영화 또는 예술 영화를 정기적으로 상영하는 데에 더 큰 중점을 둔다. 시네마테크의 중요한 기능 중 또 하나는 필름 복원 작업이다. 긴 세월을 거치며 훼손된 고전 영화의 필름을 여러 복잡한 과정을 통해 비교적 깔끔하게 복원시키는 일을 담당하기도 한다. 이처럼 시네마테크는 상업적 이익보다 공공의 이익을 추구하는 데에 더 큰 목적을 두기 때문에 정부 산하의 기관 또는 정부로부터 지원을 받는 비영리 단체가 운영하는 것이 일반적이다.

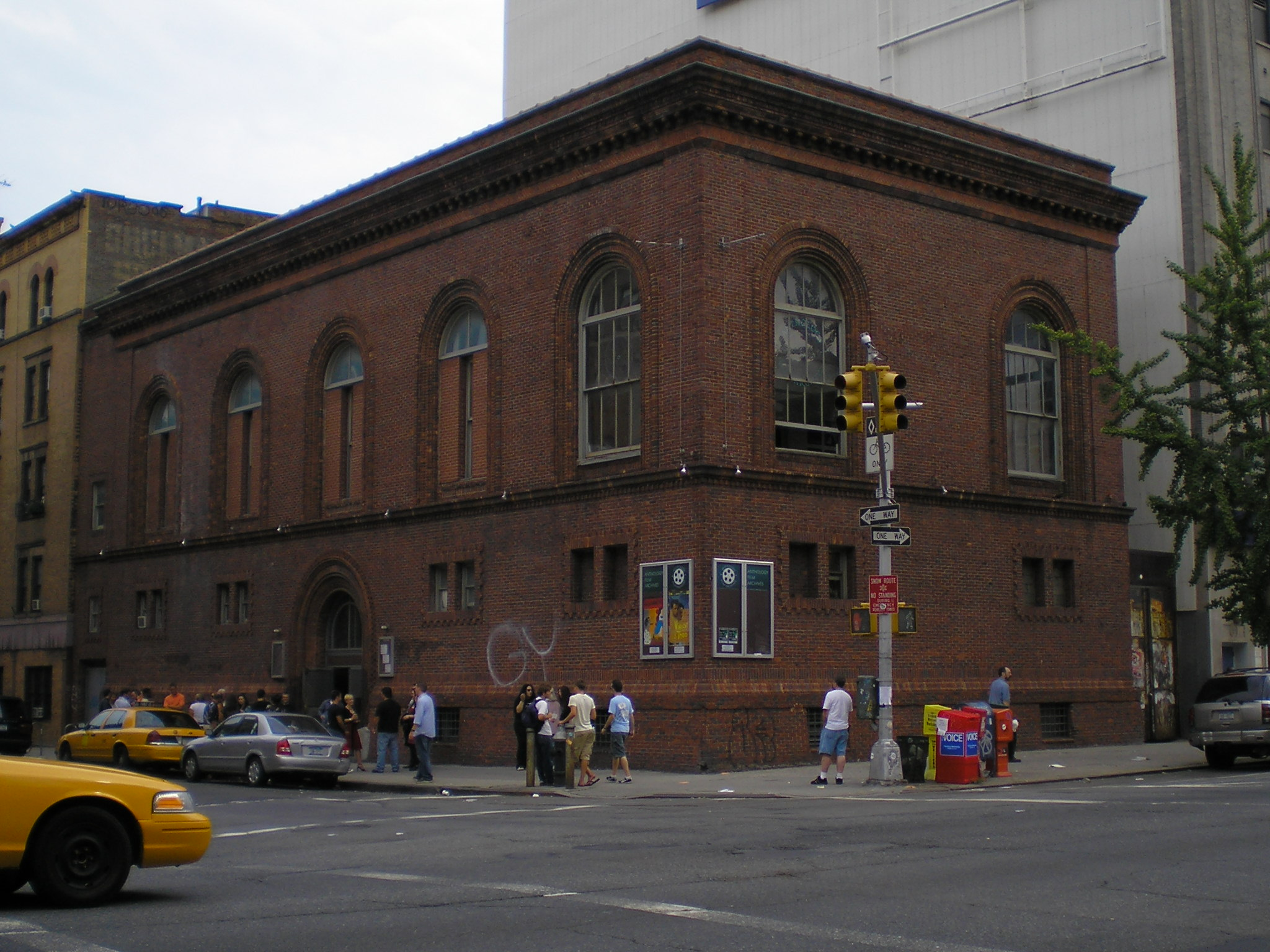
미국 뉴욕 시에 있는 앤솔로지 필름 아카이브.

## 유래
1935년 프랑스 파리에서 영화인 앙리 랑글루아(Henri Langlois)와 조르주 프랑쥐(Georges Franju)는 "영화 클럽"(프랑스어: Cercle du Cinéma)을 설립하였고, 이곳은 1년 뒤 시네마테크 프랑세즈(프랑스어: Cinémathèque Française)로 발전하였다. "시네마테크"란 단어는 여기에서 유래되었으며, 이후 세계 공통적으로 사용하는 보편적인 일반 명사가 되었다. 현재 시네마테크 프랑세즈는 세계에서 가장 큰 영화 자료실이다.

## 각 나라의 사례
시네마테크는 여러 나라에 있으며, 특히 영화의 예술적 가치를 중요시하는 유럽의 선진국에서 발달해 있다. 1938년, 프랑스의 시네마테크 프랑세즈, 독일의 제국 필름 아카이브, 영국의 BFI, 미국의 뉴욕 현대 미술관, 4개 단체가 힘을 합쳐 국제 영상 자료원 연맹(프랑스어: Fédération Internationale des Archives du Film, FIAF)을 창설하였다. 현재 이 연맹에는 77여 개의 나라의 140여 개 기관이 가입되어 있다.

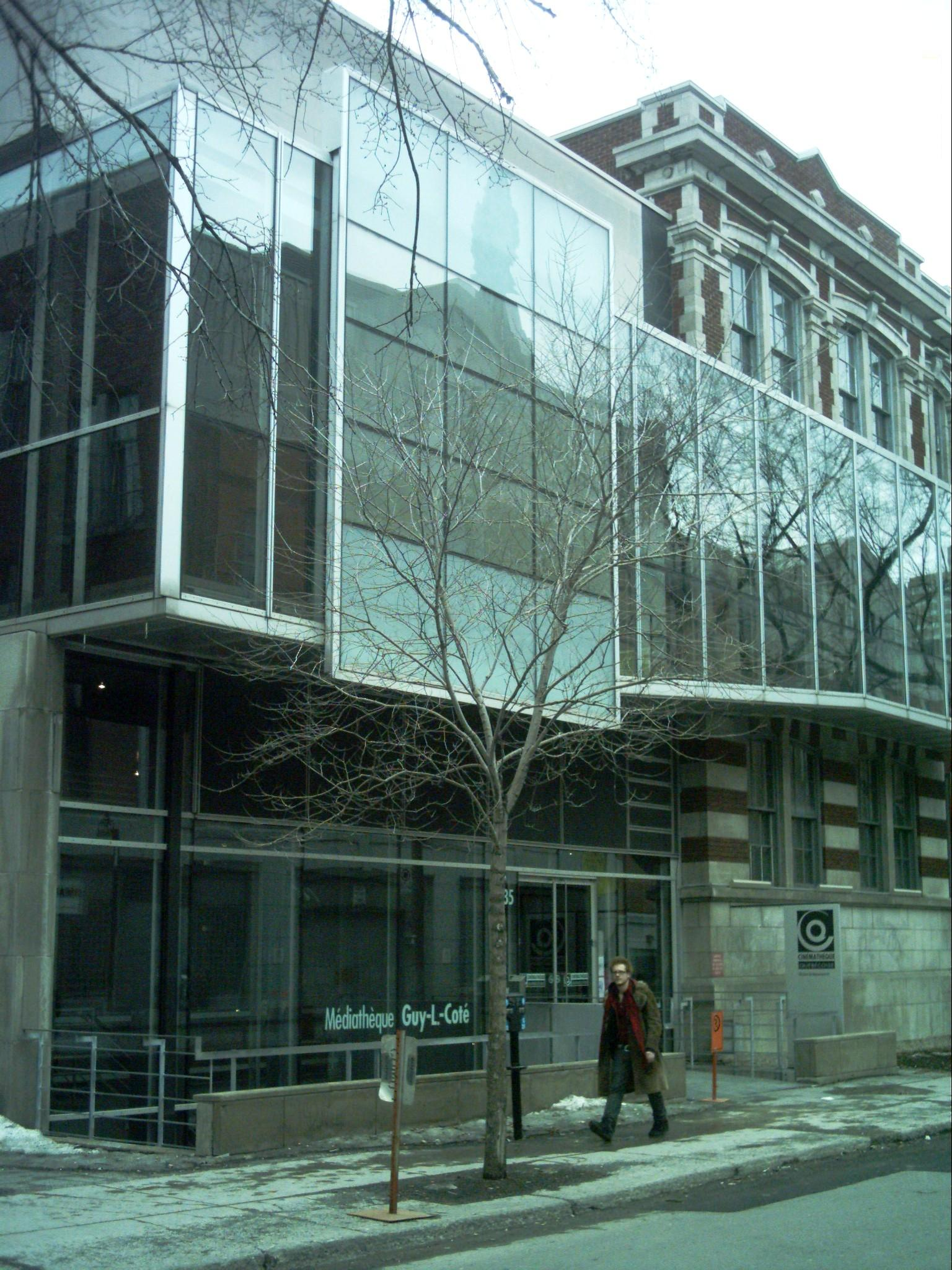
캐나다, 몬트리올에 있는
시네마테크 퀘베쿠아즈.

### 프랑스
- 시네마테크 프랑세즈(프랑스어: Cinémathèque Française, 파리)

### 독일
- 독일 연방 영상 자료원(독일어: Filmarchiv des Bundesarchivs, 베를린)
- 독일 키네마테크(독일어: Deutsche Kinemathek, 베를린)

### 영국
- BFI 국립 자료원(영어: BFI National Archive, 런던)

### 미국
- 뉴욕 현대 미술관(영어: Museum of Modern Art, MoMA, 뉴욕)
- 앤쏠로지 필름 아카이브(영어: Anthology Film Archives, 뉴욕)
- 아메리칸 시네마테크(영어: American Cinematheque, 로스앤젤레스)
- 클리블랜드 시네마테크(영어: Cleveland Cinematheque, 클리블랜드)
- 진 식켈 필름 센터(영어: The Gene Siskel Film Center, 시카고)

### 캐나다에 있는 시네마테파크
- 시네마테크 퀘베쿠아즈(프랑스어: Cinémathèque Québécoise, 몬트리올)

### 호주
- 멜버른 시네마테크(영어: Melbourne Cinémathèque, 멜버른)

### 홍콩

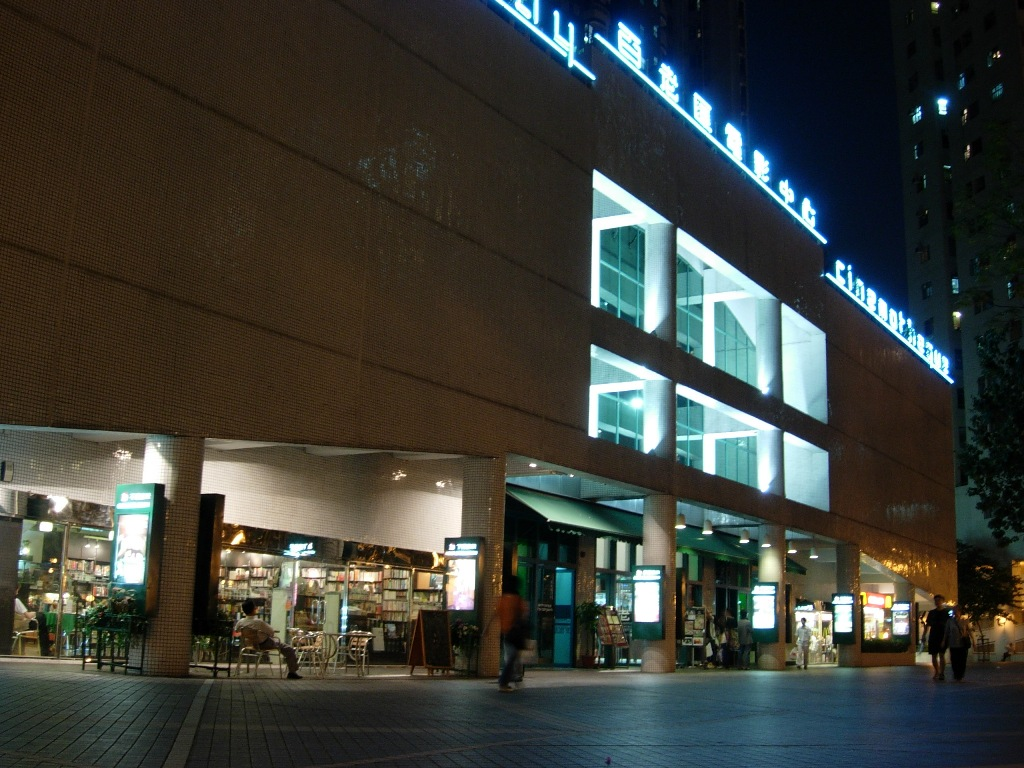
홍콩에 있는 브로드웨이 시네마테크.

- 브로드웨이 시네마테크(중국어: 百老匯電影中心, BC, 홍콩)

### 대한민국
- 한국 영상 자료원(Korean Film Archive, KOFA, 서울)
- 서울 아트 시네마(Seoul Art Cinema, 서울)
- 시네마테크 부산(Cinematheque Busan, 부산)
- 시네마테크 대전
- 시네마테크 광주
- 강릉시네마테크
- 씨네오딧세이(cineodyssey, 청주)

### 이스라엘
- 텔아비브 시네마(영어: Tel Aviv Cinematheque -Israeli Cinema center 텔아비브)
- 예루살렘 시네마(영어: Jerusalem Cinematheque - National Israeli Film Archive 예루살렘)
- 하이파 시네마(영어: Haifa Cinematheque 하이파)

## 같이 보기
- 한국 영상 자료원
- 시네마테크 부산
- 영화 박물관
- 시네마테크의 친구들 영화제